# WASP-18b
WASP-18b es un planeta extrasolar, de los llamados jupíteres calientes, conocido por las extrañas características de su órbita. Su período orbital es de menos de un día, siendo un planeta 10 veces más grande que Júpiter. Su posición con respecto a la estrella es altamente inestable, por lo que se barajan dos hipótesis: que termine precipitándose a su estrella en un plazo relativamente breve (menos de un millón de años) o que exista algún otro factor aún desconocido que haya permitido el mantenimiento de esa órbita. El planeta se encuentra a unos 3 millones de km de su estrella (como comparación, Mercurio está a unos 58 millones de km del Sol) y ambos, a unos 325 años luz de la Tierra.
Fue descubierto en agosto de 2009 por un grupo de astrónomos de la Universidad de Keele (Inglaterra) encabezados por Coel Hellier. Científicos de ésta y de la Universidad de Maryland están estudiando cómo se explica que el planeta aún no haya colisionado con su estrella a pesar de la extrema proximidad a la que se encuentra.
Un ejemplo similar a mucha menor escala se encuentra en la luna marciana, Fobos, la cual orbita a Marte a unos 9377,2 km de media, unas 40 veces más cerca de lo que la Luna orbita a la Tierra.